# Santiago Tetepec
Santiago Tetepec är en kommunhuvudort i Mexiko.   Den ligger i kommunen Santiago Tetepec och delstaten Oaxaca, i den sydöstra delen av landet, 400 km söder om huvudstaden Mexico City. Santiago Tetepec ligger 271 meter över havet och antalet invånare är 1 231.
Terrängen runt Santiago Tetepec är varierad. Runt Santiago Tetepec är det ganska glesbefolkat, med 30 invånare per kvadratkilometer. Närmaste större samhälle är Santiago Jamiltepec, 9,2 km sydväst om Santiago Tetepec. Omgivningarna runt Santiago Tetepec är en mosaik av jordbruksmark och naturlig växtlighet.